# Луговськ
Луго́вськ (рос. Луговск) — село у складі Червоногвардійського району Оренбурзької області, Росія.

## Населення
Населення — 908 осіб (2010; 971 у 2002).
Національний склад (станом на 2002 рік):
- росіяни — 58 %